# 이경하 (조선)
이경하(李景夏, 1811년 ~ 1891년)는 조선국 공조판서 등을 지낸 조선 후기의 무신 겸 정치인이다.

## 생애

### 일생
조선 후기의 무신으로 본관은 전주 이씨(全州 李氏), 휘는 경하(景夏), 자는 여회(汝會), 시호는 양숙(襄肅)이며 조선 제4대 임금인 세종대왕의 다섯째아들인 광평대군(廣平大君)의 후손이다. 아버지는 경력(經歷)을 지낸 이인달(李寅達)이다. 1811년(순조 11)에 출생하였다. 조대비의 인척으로 1835년 증광무과 급제한 그는 28년이 지난 1863년 고종이 즉위하고 흥선대원군이 집권하자 1864년 훈련대장 겸 좌포도대장이 된 뒤 금위대장(禁衛大將), 형조판서 등을 역임하였다.
1866년(고종 3) 병인양요(丙寅洋擾) 직전까지 한성부판윤(1866년 3월), 형조판서(1866년 4월), 강화부유수(1866년 5월), 어영대장(1866년 6월), 무위도통사(1866년 7월), 공조판서(1866년 8월) 등을 지냈으며 같은 해 병인양요(丙寅洋擾) 때 포도대장(1866년 9월), 순무사 등을 지냈다. 그 해 대원군이 천주교도를 탄압할 때 포도대장으로서 교도들을 수없이 학살하였는데, 죄인들을 낙동(駱洞)의 자기 집에서 심문하였으므로 사람들이 그를 염라대왕처럼 무서워하여 '낙동염라(洛銅閻羅)'라는 별칭도 있다. 병인양요 막바지 때 프랑스군이 강화도를 공격하고 한강을 봉쇄하자 순무사(巡撫使)로 발탁되어 도성방비의 책임자로 출진하였다.
1882년(고종 19) 무위대장(武衛大將)으로 재직 중 임오군란(壬午軍亂)의 책임을 지고, 파면된 뒤 전라도 고금도(古今島)에 유배되었다.
1884년 흥선대원군의 깊은 신임으로 풀려나와 좌포도대장이 되고, 후영사(後營使)를 지냈다. 그해 12월에 일어난 갑신정변 때에는 조대비·명성황후·세자(순종) 등을 아들 범진(範晉)의 집에 피난시키기도 하였다. 주로 군사·경찰의 요직을 맡아 치안을 담당하였다.

### 사망
1891년 향년 81세로 별세하였다.

## 가족 관계
- 조부 : 이복연(李復淵)
  - 아버지 : 이인달(李寅達)
    - 동복 형 : 이원하(李元夏)
    - 본인 : 이경하(李景夏) - 자녀 7남 8녀(이외 양자 1명)
    - 부인(초배) : 해주 오씨(海州 吳氏, ? ~ 1855년) - 초취 장인 오치성(吳致聖, ? ~ 1844년)의 여식. 1828년 결혼. - 2남 2녀
      - 장남 : 이범택(李範擇, 1839년 ~ 1850년)
      - 차남 : 이범규(李範規, 1846년 ~ 1854년)

    - 부인(계배) : 조씨(趙氏, ? ~ 1887년) - 계취 장인 조정호(趙鼎浩)의 여식. 1850년 재혼. - 1녀(이외 양자 1명)
      - 양자 : 이범승(李範升, 1859년 ~ 1922년) - 이복 서얼 남동생 이국하(李國夏)의 2남 3녀 중 차남. 1886년 정시문과 병과 급제.[1]

    - 첩실 : 단양 이씨(丹陽 李氏) - 1남
      - 서자 : 이범진(李範晋, 1852년 ~ 1911년)
        - 손자 : 이기종(李璣鍾, 1873년 ~ 1931년)
        - 손자 : 이위종(李瑋鍾, 1884년 ~ ?)

    - 첩실 : 재령 이씨(載寧 李氏) - 3남 3녀
      - 서자 : 이범상(李範相, 1853년 ~ 1859년)
      - 서자 : 이범윤(李範允, 1856년 ~ 1940년)
      - 서자 : 이범헌(李範軒, 1863년 ~ 1868년)

    - 첩실 : 수안 이씨(遂安 李氏) - 1남 2녀
      - 서자 : 이범혁(李範奕, 1875년 음력 7월 12일 ~ 1878년)

    - 동복 동생 : 이정하(李貞夏), 당숙 이인두(李仁斗)에게 출계
    - 이복 서제 : 이국하(李國夏)